# 持田繁
持田 繁（もちだ しげる、1952年 - ）は、国際公務員。国際連合アジア太平洋経済社会委員会事務局次長や、国際連合事務総長副特別代表、国際連合東ティモール統合ミッション副代表を務めた。

## 人物
一橋大学法学部卒業、プリンストン大学大学院修了、修士（国際関係論）。1975年外務省入省。国連局政治課、アメリカ局安全保障課で勤務したのち、知人の勧めで国際連合開発計画の面接を受け、1980年に国際連合事務局入局。事務局政治安全保障理事会部、安全保障理事会部、情報調査収集局（ORCI）、政治局（DPA)、事務総長室等で勤務し、アジア、中東、東アフリカの紛争問題を担当。エチオピア・エリトリア国境紛争には政治局東アフリカ担当官として関わり、事務総長特使補佐を務めアルジェリア迎賓館で和平協定案の作成にあたった。その後本部外の仕事を希望し国際連合アジア太平洋経済社会委員会事務局次長に就任。上級管理グループにも参加。2010年から国連事務総長副特別代表・国際連合東ティモール統合ミッション副代表として東ティモールの平和構築にあたった。2012年、軍事連絡要員として派遣されていた陸上自衛隊員に国連メダルを授与し、謝意を表した。

## 著書
- 『PKO新時代―国連安保理からの証言』（川端清隆と共著）岩波書店 (1997/2/21)